# Эмпанада
Эмпана́да (исп. empanada — букв. «завёрнутая в хлеб») — пирожок в испаноязычных странах, популярный также в США, Португалии и Бразилии. Тесто для эмпанад замешивают на пшеничной или кукурузной муке, их начиняют мясом, овощами или фруктами и выпекают в печи или обжаривают во фритюре. 

## Происхождение
Родиной эмпанад считается испанский регион Галисия, в 1520 году они были впервые упомянуты в поваренной книге на каталонском языке за авторством Роберта де Нолы.

## Традиции приготовления в Аргентине
В каждой провинции Аргентины есть свой рецепт обжаренных в масле эмпанад. На северо-западе Аргентины они начиняются картошкой, иногда горохом, в винных провинциях повара́ добавляют изюм. В Ла-Риохе — маслины. В Тукумане они маленькие и иногда начинённые мясом цыплёнка и большим количеством овощей. В Катамарке эмпанады пряные, в Кордове — более сладкие и крупные. В Сан-Хуане в них добавляют большое количество приправ, а в Мендосе — больше лука, чем мяса. В Патагонии начинка для эмпанады готовится из мяса ягнёнка, креветок или зайчатины, в Корриентесе и Сантьяго-дель-Эстеро они иногда начиняются мясом вискачи. На северо-востоке страны пшеничная мука иногда смешивается с мукой маниоки.
В Аргентине едят также эмпанады с жёлтым сыром и ветчиной, со шпинатом или курятиной. Бывают эмпанады со сладким фаршем, но тогда они называются пастель или пастелито. Эмпанады едят руками, запивая сухим красным аргентинским вином.

## Традиции приготовления в других странах
В Боливии готовят разновидность эмпанады, которая называется сальтенья.
В Белизе местные, похожие на чебуреки, «панадес» из кукурузной муки начиняют рыбой, курицей или бобами, а затем жарят во фритюре. В Чили эмпанады считаются национальным блюдом. Классическая начинка для чилийских эмпанад готовится из говяжьего фарша, лука, изюма, маслин и крутых яиц. Такая начинка называется «пино». В США эмпанады относятся к уличному фастфуду, и активно продаются в крупных городах, они входят в меню некоторых школьных столовых.
Во многих странах к эмпанадам подают соусы: ахи, моле, пико-де-гайо, чимичурри и разнообразные сальсы.

## Галерея

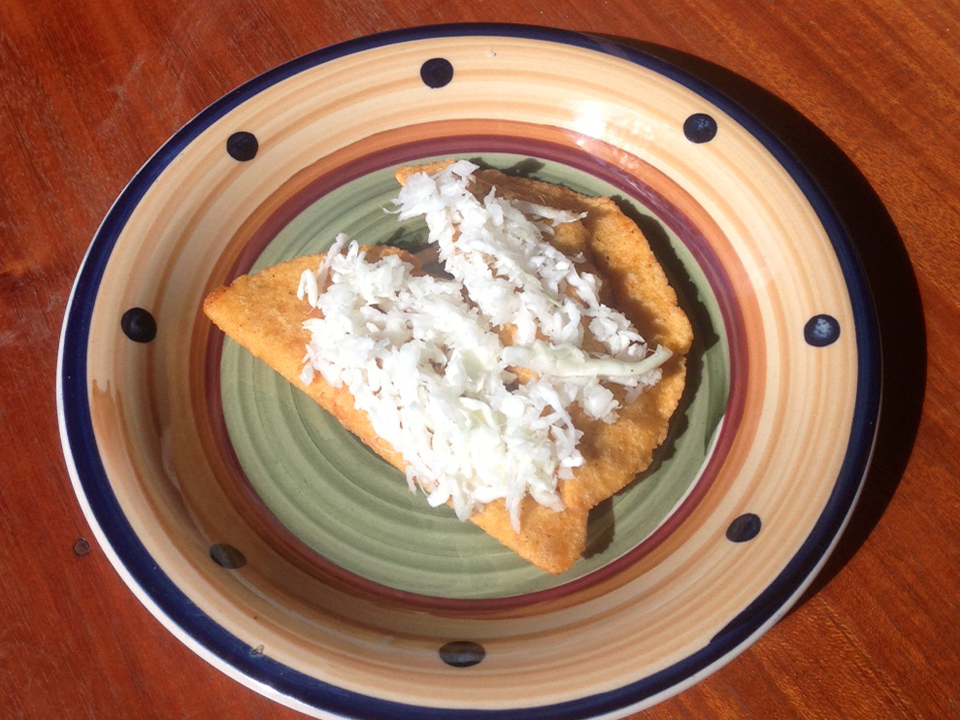
Панадес в Белизе
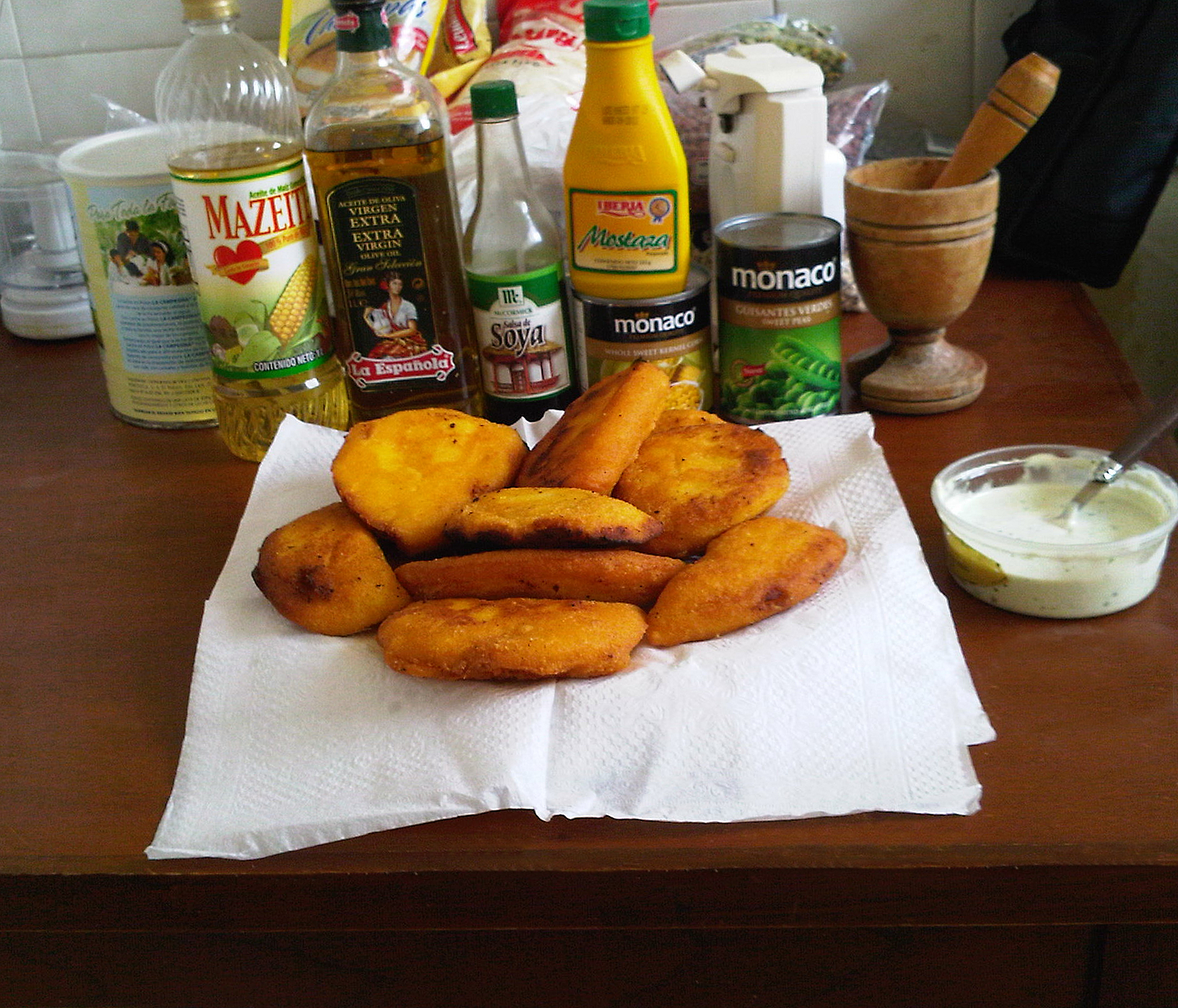
Венесуэльские эмпанады
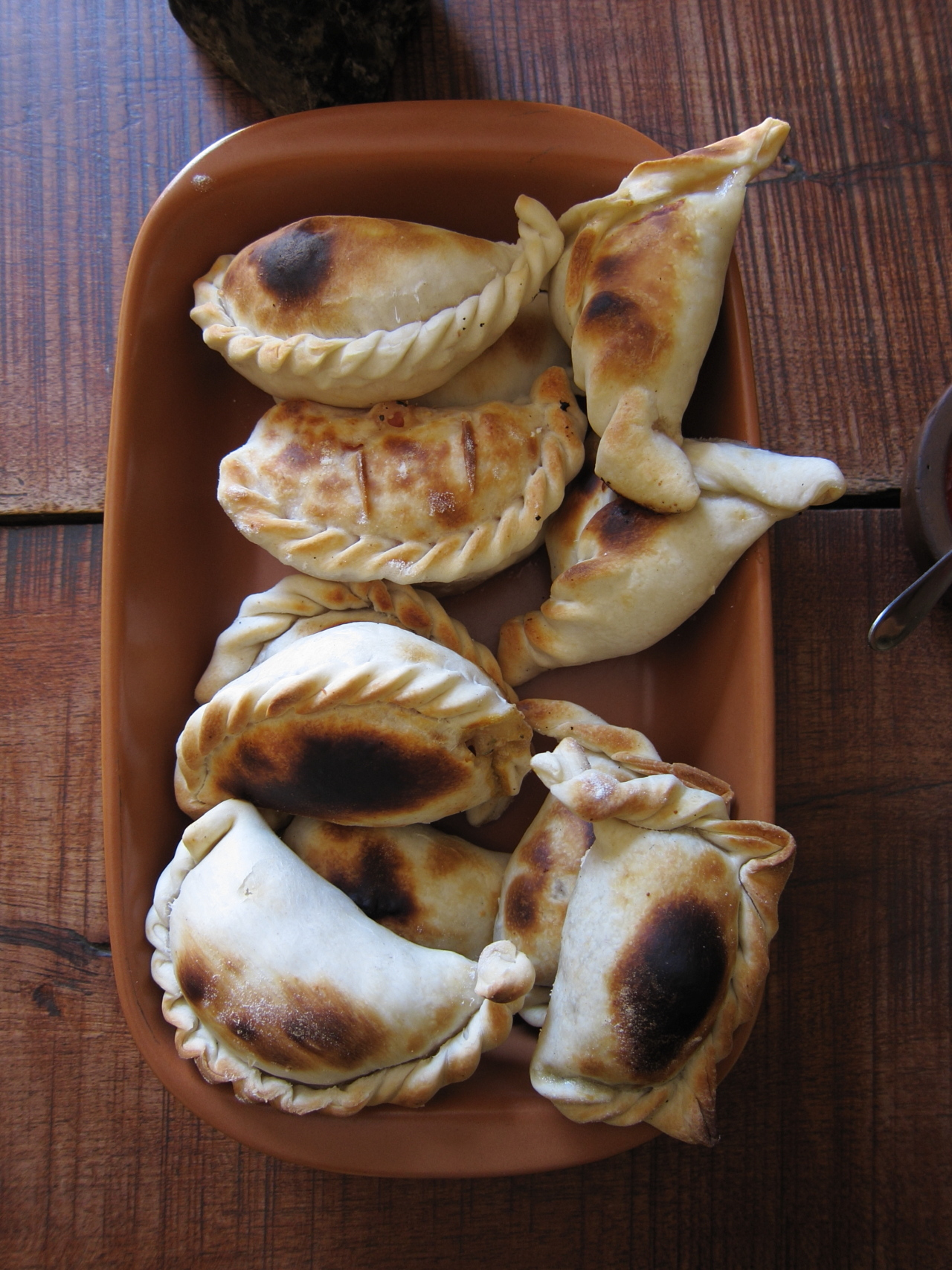
Эмпанады. Аргентинская версия.